# Pyrolýza s plynovou chromatografií a hmotnostní spektrometrií
Pyrolýza s plynovou chromatografií a hmotnostní spektrometrií je analytická metoda, při které se vzorek rozkládá zahříváním na menší molekuly, které jsou oddělovány plynovým chromatografem a analyzovány hmotnostním spektrometrem.

## Princip metody
Pyrolýza je rozklad látek působením tepla v inertní atmosféře nebo ve vakuu. Vzorek je v přímém kontaktu s platinovým drátem, nebo se vloží do křemenné zkumavky, a prudce zahřívá na 600 až 1 000 °C, někdy i na vyšší teploty. V současných pyrolyzérech se používají tři pyrolyzační metody: isotermická pec, indukční ohřev pomocí vlákna zahřátého na Curieovu teplotu) a odporový ohřev pomocí platinových drátků. Velké molekuly se štěpí v místech, kde jsou vazby nejslabší, čímž vznikají menší a těkavější produkty, které mohou být separovány plynovou chromatografií. Vzniklé chromatogramy jsou často složité, protože při rozkladu vzniká mnoho různých produktů. Získaná data lze použít k identifikaci látky a údaje z GC/MS k určení jednotlivých fragmentů a struktury původní sloučeniny. Zvýšení těkavosti polárních fragmentů lze dosáhnout přidáním methylačních činidel ke vzorku před pyrolýzou.
Mimo tyto způsoby pyrolýzy je možné pyrolýzu s plynovou chromatografií pevných a kapalných vzorků provést přímo uvnitř odpařovačů s nastavitelnou teplotou, které umožňují zahřívání až o 60 °C/s a konečné teploty kolem 600 až 650 °C, které jsou pro většinu účelů dostačující. Výhodou tohoto postupu je možnost jeho provedení v rámci běžné GC analýzy. Lze přitom získat kvantitativní výsledky.

## Použití
Pyrolýza s plynovou chromatografií a hmotnostní spektrometrií se využívá k identifikaci netěkavých sloučenin. Příklady materiálů analyzovatelných pomocí této metody jsou polymerní látky jako polyakryláty a alkydy. Způsob fragmentace polymerů před separací plynovým chromatografem usnadňuje určení konkrétní látky. Pyrolýza s plynovou chromatografií se také používá při zkoumání vzorků z životního prostředí, jako jsou zkameněliny. Rovněž má využití ve forenzních vědách.